# Чита
Чита́ — город в России. Административный центр 
Забайкальского края и Читинского района. Образует муниципальное образование городской округ город Чита как единственный населённый пункт в его составе. На уровне административно-территориального устройства город включён в Читинский район.
Население — 337 063 чел. (2025); это двенадцатый по численности населения город Сибири и пятьдесят шестой по численности населения город России. Расположен в котловине у подножия сопок, на берегах реки Читы при её впадении в реку Ингоду. Климат резко континентальный.
Ведущие отрасли промышленности — энергетика и производство продуктов питания. Транспортный узел на Транссибирской магистрали и федеральных автодорогах Р258 «Байкал» и Р297 «Амур», и ветки А350 Чита — Забайкальск; международный аэропорт.
Исторический центр сохранил прямоугольную сетку улиц, согласно проекту 1862 года. Среди памятников дореволюционного периода: «церковь декабристов» конца XVIII века, многочисленные каменные и деревянные дома купцов-золотопромышленников начала XX века.
Указом Президента Российской Федерации от 11 сентября 2021 года городу было присвоено звание «Город трудовой доблести».

## Этимология
Топоним «Чита» происходит от гидронима реки Читы. Но до сих пор продолжаются споры по поводу того, что означает слово чита. В разное время и в разных источниках город назывался по-разному (см. #История).
Вероятнее всего, слово чита происходит от одного из местных языков. Самое распространённое — ороченское слово чита — «берестяной коврик», на что можно предположить, что где-то в долине реки Читы встречалась береста особого качества. Эвенкийское слово чата, или чатала означает «глина», также они означают грязь (на берегу), сланец, каменный уголь. При этом грязь не только очень качественная, но и больше голубоватого цвета, а «голубой» по-эвенкийски звучит как чатурин и чатума. Также есть слово чатэ — «чёрная земля (углистый сланец), уголь», что связывается прежде всего с Черновским месторождением бурых углей, находящимся под Читой. Есть в уйгурском языке слово чыт, которым называли сооружаемые уйгурами крепости. На современном уйгурском языке чаата-чыт означает «жилище».
Есть также предположение, что Чита — это имя человека. Так есть сведения о письме 1777—1799 годов на имя князца Читу Матуганова, однако гидроним Чита известен в литературе второй половины XVII века. Также эта версия не сочетается с местными верованиями тех времён, согласно которым имя человека после его смерти старались не произносить.
Если посмотреть на верховья реки Читы, то у Юмурчена (правый приток Витима) на той же горе, где и исток Читы, с северо-западной стороны находится приток, называемый Читнак. Исходя из этого, есть вариант, что происхождение названия реки стоит искать в связи с её верховьями.

## История
По легенде, город основан сыном боярским Петром Бекетовым. Легенда возникла на основании записок, опубликованных Фишером.
Многие исследователи её повторяют, хотя современные археологические данные эту легенду опровергают.

Отряд енисейского сына боярского П. И. Бекетова прибыл в Забайкалье в 1650 г. Тогда, основав 24 сентября (4 октября) на р. Хилок, возле оз. Иргень, Иргенский острог, казаки начали 19 (29) октября сплавляться по р. Ингоде. Однако, проплыв по реке среди плывущего по ней льда, служилые люди натолкнулись на сплошной лёд. Оказалось, что река уже больше 10 дней стоит. Ввиду этого, П. И. Бекетов «служилым людям велел срубить зимовье анбар государев да три избы казачьи, а в зимовье и около зимовья велел крепости учинить»— Фишер 
Именно это зимовье, по мнению ряда исследователей, положило начало предшественнику Читинского острога — селению Плотбище.
Фактически, Бекетов с отрядом казаков построил Ингодинское зимовье на 10 вёрст ниже впадении Рушмалея в реку Читу. Это было временное строение и оно не могло претендовать на начало города Читы. Нет также оснований считать Читинским Плотбищем «засеку», в которой зимовал в 1657—1658 годах находившийся в составе отряда Пашкова протопоп Аввакум, на чём настаивает Изгачёв.
В 1675 году по устью Читы реки проезжал Н. Г. Спафарий. В описании пути он впервые упомянул гидроним Чита:
Н.Г. Спафарий:

Ноября в 25 день ехали через хребты великие и лесные, а потом степью, и приехали на реку небольшую Читу и у той речки ночевали
Самым древним упоминанием о населённом пункте на месте современной Читы остаётся письмо полномочного посла Фёдора Головина, писанное в декабре 1687 года. Адресовано оно воеводе нерчинскому Власову:

«На плотбище, на усть Читы реки от подрядных людей для прокормления Великих Государей соправителей Ивана V и Петра I ратных людей хлеб приять».
В картографии впервые наименование Плотбище появляется на чертеже Амурского бассейна 1690 года, вошедшего в атлас С. У. Ремезова в составе «Свидетельства даурского полковника Афонасья Ивановича сына Бейдона», которое было составлено со слов руководителя обороны Албазинского острога от маньчжуров в 1686—1689 годах полковника А. И. Бейтона, дошедшее до нас так же в составе «Хорографической чертёжной книги» С. У. Ремизова 1697—1711 годов. На более позднем «Чертеже земли Нерчинского города» «Чертёжной книги Сибири» 1701 года того же автора на левом берегу реки Читы есть поселение Слобода Читинская.
Первые письменные известия о селении Плотбище содержатся в путевых «Записках о русском посольстве в Китай (1692—1695 гг.)» посла Избранта Идеса и секретаря посольства Адама Бранда.
Избранд-Идес 15 (25) мая 1693 года, по прибытии в Плотбище, он писал:

«Местечко Плотбище по реке Цете лежит» Написание «Цета», по-видимому, ошибка переводчика, так же как и Нерца вместо Нерча. По словам Адама Бранда, 15 (25) ноября 1693 года посольство прибыло «в селение, называемое Плотбище, в котором было шесть домов; маленькая река Чита омывает это лишь недавно обжитое место». Сам посол записал в своём дневнике: «Нам пришлось задержаться на несколько дней в деревне Плотбище, лежащей на реке Чите, отчасти чтобы дать отдохнуть животным и отчасти чтобы сделать плоты, на которых мы могли бы спуститься по рекам Ингоде и Шилке до Нерчинска».
В 1701 году в «Ведомости сибирских городов» впервые упоминается Читинская слобода, а в 1705 году в ней числился уже 21 служилый человек. В 1709 году приказчиком Читинской слободы был Степан Сенотрусов. В это время в слободе уже существовали пивоварня и кабак, в который в том году было прислано для продажи «61 ведро 2 четверти вина» и шесть фунтов табаку.
В качестве острога поселение впервые фигурирует в окладной книге 1711 года, а затем, в ревизской сказке 1719 года, где упомянут «Читинскаго острогу Архангельской ц. священник Стефан Медведев». В 1725 году Читинским острогом управлял служилый человек Пётр Тутилов. В остроге и приписанных к нему деревнях находилось 36 конных и пеших казаков.
8 (19) июня 1735 года Читинский острог посетил Г. Ф. Миллер. Согласно его описанию:

 «Этот пункт называют острогом, злоупотребляя названием, как и в случае со Стретенским острогом, хотя, как и последний, он никогда не был укреплён палисадом».
 Ввиду этого надо полагать, что термин «острог» применительно к Читинской слободе означал придание ему административной функции, равной другим нерчинским острогам. Самого же острога с башнями и палисадом в Чите никогда не существовало. В 1740-х годах в Читинском остроге появляется таможня, где собиралась пошлина деньгами, товарами и «мягкой рухлядью». В 1751 году там было собрано пошлинного сбора 57 рублей 70 копеек, 1253 мерлушки, 30 волчьих шкур и более 500 менее ценных. Тем не менее, во второй половине XVIII века Читинский острог приходит в упадок. В 1752 году в нём числились всего 18 казаков, таможенные сборы сократились. По данным ревизии 1762 года, в остроге проживало всего шесть семей казаков, 13 семей разночинцев и четыре семьи крестьян — всего около 100 жителей.
В 1772 году П. С. Паллас называет поселение как Читинск.
В 1797 году Читинский острог был официально сделан селом и приписан к Городищенской волости, а населявшие его крестьяне переданы в ведение Нерчинского горного управления.
Название острога Чита официально утратила в 1821 году, когда была переименована в селение. В конце XVIII столетия крестьяне, жители Читы, были приписаны к нерчинским заводам. В связи с этим многие пришли в разорение и стали разбегаться. Это и ликвидация острога задержала развитие Читы, захирела торговля. От прежнего оживления не осталось и следа. Чита превратилась в захолустный посёлок.
В 1827 году сюда были сосланы декабристы. В 1851 году в связи с образованием Забайкальской области село Читинское было возведено в степень областного города. Новый город тогда насчитывал всего около одной тысячи жителей и имел неказистый вид.
Так, проезжавшие в 1858 году очевидцы отмечали:

«Чита — город без жителей… От воспоминаний о Чите всего более в памяти остаётся песок: самый город представляется мне теперь какой-то необыкновенной массой песку — песок везде: при въезде, внутри города, в квартирах и при выезде — всё песок и поэтому Читу справедливо называют песчаным городом… Нерчинск лучше и многолюднее Читы».
В 1851 году получила статус города, становится центром Забайкальской области, тут находилось управление Забайкальского казачьего войска.
В 1897 году через Читу проложили Транссибирскую магистраль. 15 (27) июля 1899 года было заложено существующее ныне здание вокзала и началось движение по участку железной дороги Чита — Сретенск. После проведения в 1900 году железной дороги Чита становится самым крупным транспортным узлом и промышленным центром Забайкалья. Во время Первой русской революции в городе провозглашена Читинская республика.
Советская власть в Чите была установлена в феврале 1918 года. В период с 1920 по 1922 Чита была столицей Дальневосточной республики, с 1922 — центром Забайкальской губернии. С 1926 по 1930 год была столицей новообразованного Читинского округа Дальневосточного края, а с 1937 являлась центром Читинской области. С 1 марта 2008 года — административный центр Забайкальского края. До 2010 года место размещения штаба Сибирского военного округа.
До 2007 года Чита являлась городом областного значения, в 2007 году она была включена законодательно в административный район (Читинский) наряду с другими населёнными пунктами, находившимися в областном подчинении. Эта особенность административно-территориального устройства была сохранена при преобразовании Читинской области в Забайкальский край в 2008 году.
Чита является членом Ассоциации сибирских и дальневосточных городов (1998), Конгресса муниципальных образований РФ (2002), Российского союза исторических городов и регионов (2003).
- «Церковь декабристов», 1776 год
- В здании с куполом в 1920—1922 годах располагалось правительство Дальневосточной республики
- Читинская соборная мечеть 1906 год.
- Казанский кафедральный собор
- Часовня Александра Невского
- Читинский дацан, 2010 г.

## Физико-географическая характеристика

### Географические данные
Город расположен в Азии, в центральной части Забайкалья в 6154 км восточнее Москвы. Чита лежит в Читино-Ингодинской впадине и на склонах хребтов Яблоновый (с запада) и Черского (с востока), при впадении р. Чита (местные жители часто называют её «Читинка») в р. Ингода. Наивысшая отметка рельефа в черте города — 1035 м (гора Чита), наименьшая — 629 м (в долине р. Ингода между пос. Песчанка и пгт. Атамановка). В черте города расположена гора Титовская сопка (946 м) — вулканическая постройка, формирование которой началось в верхнем палеозое. По геологическому строению здесь есть песчаники, алевролиты, местами эффузивы и граниты (утёс Сохотино в долине реки Ингода, скалы Дворцы в долине ручья Кадалинка).
Площадь города — 539 км² (11 место в России). На территории города расположены озёра Кенон и Угдан (второе в настоящее время высохло) — остатки озёрного бассейна плейстоценовой эпохи. В пределах городской черты сохраняются участки естественных ландшафтов, в том числе приречные луга, островки степей и лесостепей, а также значительный массив горной тайги (расположенный северо-восточнее телецентра вплоть до автомагистрали Чита — Хабаровск). Антропогенные ландшафты города включают в себя, кроме кварталов городской застройки, дачные массивы, пашни, сенокосы и несколько озёр на месте бывших шахт (в окрестностях посёлка Черновские Копи).

### Часовой пояс
Чита находится в часовой зоне МСК+6. Смещение применяемого времени относительно UTC составляет +9:00.
В соответствии с применяемым временем и географической долготой средний солнечный полдень в Чите наступает в 13:26.

### Климат
На климат влияет высота города — 650 м над уровнем моря. Климат в районе Читы резко континентальный с чертами муссонного. Осадки распределены крайне неравномерно, летом выпадает 93 % от общего количества. Зимний период в столице Забайкалья очень холодный, малоснежный и почти на три месяца продолжительнее календарной зимы. Среднесуточная температура воздуха опускается ниже нуля в среднем 16 октября, последний зимний день приходится на 9 апреля, то есть зима длится 177 дней. Для зимнего периода характерны температурные инверсии, смог. Среднесуточная температура воздуха в январе — −25,2 °C при минимальном значении −49,6 °C (январь 1892). Лето тёплое, более влажное во второй половине, но короткое — на 15 дней короче календарного. Средняя продолжительность климатического лета (с периодом среднесуточных температур выше +15 градусов) в Чите составляет 77 дней. Начинается лето в среднем 7 июня, последний день летнего периода приходится на 22 августа. Среднеиюльская температура воздуха составляет +18,7 °C при максимальном значении +43,2 °C (июнь 1898 года) и +40,6 °C (август 1936 года). Переходные сезоны (весна и осень) короткие и отличаются неустойчивой погодой, весенними возвратами холодов, поздними весенними и ранними осенними заморозками. Весной средняя суточная температура воздуха выше 5 °C устанавливается, в среднем, 27 апреля и достигает 10 °C 18 мая. Осенью среднесуточная температура опускается ниже +10 °C 11 сентября и ниже +5 °C 30 сентября. Годовое количество осадков в среднем 349 мм, из них около 80 % выпадает в тёплый период года. Дневная температура в Чите в летнее время в основном высокая, в текущем веке в 2013 году только один июнь был без дней с температурой +30 °C и выше, июль ни разу не обходился без температуры +30 °C, но с заходом солнца воздух остывает быстро, вследствие чего ночи в городе весьма прохладные. Господствующие ветры имеют западное и северо-западное направления. Зимой иногда бывают редкие оттепели. 13-14 августа 2024 года температура в Чите повысилась соответственно до +34.9° и +34.1°, что стало второй самой поздней датой в городе летнего повышения температуры практически до +35° после 14 августа 2002 с точной этой цифрой.
5 июня 1898 года в Чите отмечена самая высокая температура в Сибири за всю историю метеонаблюдений — +43,2 °C. 76 рекордов максимальной температуры отмечались в 1898 году. Чита принадлежит к числу самых солнечных городов России, так в году здесь на 43 % больше часов с солнцем, чем в Москве, и по этому показателю город примерно соответствует таким южным городам России как Анапа или Находка.
- Среднегодовая температура — −1,4 °C
- Среднегодовая скорость ветра — 2,3 м/с
- Среднегодовая влажность воздуха — 65 %
- Солнечное сияние 2477 часов[26]

| Показатель                    | Янв.  | Фев.  | Март  | Апр.  | Май   | Июнь | Июль | Авг. | Сен.  | Окт.  | Нояб. | Дек.  | Год   |
| ----------------------------- | ----- | ----- | ----- | ----- | ----- | ---- | ---- | ---- | ----- | ----- | ----- | ----- | ----- |
| Абсолютный максимум, °C       | 0,4   | 7,4   | 18,3  | 29,3  | 36,9  | 43,2 | 43,0 | 40,9 | 35,0  | 26,0  | 12,7  | 5,0   | 43,2  |
| Средний суточный максимум, °C | −17,6 | −10   | −0,7  | 9,1   | 17,8  | 24,3 | 25,9 | 23   | 16,4  | 6,8   | −6    | −15,4 | 6,1   |
| Средняя температура, °C       | −25,2 | −19,2 | −9    | 1,6   | 9,7   | 16,4 | 18,7 | 16,0 | 8,7   | −0,4  | −12,6 | −21,9 | −1,4  |
| Средний суточный минимум, °C  | −31,2 | −27,1 | −16,9 | −5,5  | 1,6   | 8,7  | 12,3 | 10,1 | 2,3   | −6,2  | −18,3 | −27,3 | −8,1  |
| Абсолютный минимум, °C        | −49,6 | −48   | −45,3 | −29,6 | −13,3 | −5,4 | 0,1  | −3   | −10,7 | −33,1 | −41,1 | −47,8 | −49,6 |
| Норма осадков, мм             | 3     | 2     | 3     | 12    | 26    | 63   | 90   | 89   | 41    | 9     | 6     | 5     | 349   |
| Источник: Погода и климат     |       |       |       |       |       |      |      |      |       |       |       |       |       |

| Показатель                       | Янв.  | Фев.  | Март  | Апр. | Май  | Июнь | Июль | Авг. | Сен. | Окт. | Нояб. | Дек.  | Год   |
| -------------------------------- | ----- | ----- | ----- | ---- | ---- | ---- | ---- | ---- | ---- | ---- | ----- | ----- | ----- |
| Средний суточный максимум, °C    | −17,8 | −11   | −0,9  | 9,9  | 17,9 | 24,8 | 26,5 | 23,7 | 16,6 | 6,5  | −6,7  | −16,5 | 6,1   |
| Средняя температура, °C          | −23,9 | −18,5 | −8,7  | 2,7  | 10,1 | 17,1 | 19,6 | 17,1 | 9,6  | 0,0  | −12,2 | −21,8 | −0,7  |
| Средний суточный минимум, °C     | −30,1 | −26,1 | −16,5 | −4,5 | 2,3  | 9,4  | 12,7 | 10,4 | 2,8  | −6,4 | −17,7 | −27   | −7,6  |
| Среднее число дней с осадками    | 6,1   | 2,9   | 2,7   | 3,0  | 7,8  | 11,5 | 12,3 | 12,2 | 8,3  | 3,8  | 4,9   | 7,5   | 83,1  |
| Среднее число дней с заморозками | 31,0  | 28,0  | 30,8  | 24,8 | 9,2  | 0,1  | 0,0  | 0,2  | 7,9  | 27,6 | 29,9  | 31,0  | 220,5 |
| Источник: pogodaonline.ru        |       |       |       |      |      |      |      |      |      |      |       |       |       |

| Солнечное сияние, часов за месяц.                 | Солнечное сияние, часов за месяц.                 | Солнечное сияние, часов за месяц.                 | Солнечное сияние, часов за месяц.                 | Солнечное сияние, часов за месяц.                 | Солнечное сияние, часов за месяц.                 | Солнечное сияние, часов за месяц.                 | Солнечное сияние, часов за месяц.                 | Солнечное сияние, часов за месяц.                 | Солнечное сияние, часов за месяц.                 | Солнечное сияние, часов за месяц.                 | Солнечное сияние, часов за месяц.                 | Солнечное сияние, часов за месяц.                 | Солнечное сияние, часов за месяц.                 |
| Месяц                                             | Янв                                               | Фев                                               | Мар                                               | Апр                                               | Май                                               | Июн                                               | Июл                                               | Авг                                               | Сен                                               | Окт                                               | Ноя                                               | Дек                                               | Год                                               |
| Солнечное сияние, ч                               | 140                                               | 181                                               | 239                                               | 243                                               | 276                                               | 279                                               | 248                                               | 226                                               | 213                                               | 189                                               | 135                                               | 109                                               | 2477                                              |
| Солнечное сияние за 2009—2018 гг, часов за месяц. | Солнечное сияние за 2009—2018 гг, часов за месяц. | Солнечное сияние за 2009—2018 гг, часов за месяц. | Солнечное сияние за 2009—2018 гг, часов за месяц. | Солнечное сияние за 2009—2018 гг, часов за месяц. | Солнечное сияние за 2009—2018 гг, часов за месяц. | Солнечное сияние за 2009—2018 гг, часов за месяц. | Солнечное сияние за 2009—2018 гг, часов за месяц. | Солнечное сияние за 2009—2018 гг, часов за месяц. | Солнечное сияние за 2009—2018 гг, часов за месяц. | Солнечное сияние за 2009—2018 гг, часов за месяц. | Солнечное сияние за 2009—2018 гг, часов за месяц. | Солнечное сияние за 2009—2018 гг, часов за месяц. | Солнечное сияние за 2009—2018 гг, часов за месяц. |
| Месяц                                             | Янв                                               | Фев                                               | Мар                                               | Апр                                               | Май                                               | Июн                                               | Июл                                               | Авг                                               | Сен                                               | Окт                                               | Ноя                                               | Дек                                               | Год                                               |
| Солнечное сияние, ч                               | 148.4                                             | 185.5                                             | 250.4                                             | 250.6                                             | 277.5                                             | 292.8                                             | 268.8                                             | 241.1                                             | 211.5                                             | 189.6                                             | 135.3                                             | 111.5                                             | 2563                                              |
| ------------------------------------------------- | ------------------------------------------------- | ------------------------------------------------- | ------------------------------------------------- | ------------------------------------------------- | ------------------------------------------------- | ------------------------------------------------- | ------------------------------------------------- | ------------------------------------------------- | ------------------------------------------------- | ------------------------------------------------- | ------------------------------------------------- | ------------------------------------------------- | ------------------------------------------------- |

### Экологическое состояние
Экологическая ситуация в целом неблагоприятная. По данным Росстата, по итогам 2015 года город занял первое место в России по загрязнению воздуха. В 2016 году Чита вновь возглавила антирейтинг.
По словам директора Института природных ресурсов, экологии и криологии СО РАН в Чите Николая Сигачева, краевой центр занимает второе место в стране после Владивостока по количеству автомобилей на душу населения, что является одним из источников загрязнения атмосферного воздуха в черте города. Кроме того, эколог отметил, что на котельных Читы практически не применяются современные системы очистки.
Существует проблема загрязнения городских водоёмов. ТЭЦ-2, обеспечивающая теплом и электроэнергией практически весь город, угрожает экологическому состоянию близлежащего озера Кенон. Попадая в озеро, неочищенные грунтовые воды изменяют его химический состав. В качестве ещё одной проблемы, связанной с соседством ТЭЦ и города, эколог назвал золоотвал, который построен за теплоэлектростанцией. Помимо загрязнения грунтовых вод, зола, высыхая, начинает пылить, чем также ухудшает общую экологическую ситуацию, отметил Сигачев.

## Административно-политическое устройство

### Административное деление
Город Чита разделён на 4 административных района: Железнодорожный, Ингодинский, Центральный, Черновский.

Также к городу относится курорт Молоковка.
В Чите 785 улиц (включая проспекты, площади, микрорайоны, тракты, переулки и прочие).

### Органы власти
Структуру органов местного самоуправления города (городского округа) составляют:
- Дума городского округа[33],
- глава городского округа,
- администрация городского округа,
- Контрольно-счетная палата городского округа,
- Управление регулирования цен и тарифов городского округа.

Герб города Читы был утверждён 26 апреля 1913 года императором Николаем II и восстановлен решением главы администрации Читы 30 августа 1994 года.

## Население
| 1820     | 1851     | 1853     | 1856     | 1860     | 1863     | 1890     | 1897     | 1900     | 1902     | 1908     |
| -------- | -------- | -------- | -------- | -------- | -------- | -------- | -------- | -------- | -------- | -------- |
| 300      | ↗659     | ↗727     | ↗900     | ↗3019    | ↗3140    | ↗7049    | ↗12 000  | ↘11 520  | →11 520  | ↗43 000  |
| 1913     | 1923     | 1926     | 1931     | 1933     | 1937     | 1939     | 1956     | 1959     | 1962     | 1967     |
| ↗77 400  | ↘57 000  | ↗57 982  | ↗59 979  | ↗81 900  | ↘81 751  | ↗102 620 | ↗162 000 | ↗171 816 | ↗185 000 | ↗203 000 |
| 1970     | 1973     | 1975     | 1976     | 1979     | 1982     | 1985     | 1986     | 1987     | 1989     | 1990     |
| ↗241 364 | ↗267 000 | ↗290 000 | →290 000 | ↗302 577 | ↗321 000 | ↗344 000 | ↗347 000 | ↗349 000 | ↗365 754 | ↘327 000 |
| 1991     | 1992     | 1993     | 1994     | 1995     | 1996     | 1997     | 1998     | 1999     | 2000     | 2001     |
| ↗376 000 | ↗377 000 | ↘369 000 | ↘367 000 | ↘319 000 | ↘318 000 | ↗320 000 | ↘313 000 | ↗314 300 | ↘309 900 | ↘303 300 |
| 2002     | 2003     | 2004     | 2005     | 2006     | 2007     | 2008     | 2009     | 2010     | 2011     | 2012     |
| ↗316 643 | ↘316 600 | ↘312 100 | ↘308 500 | ↘306 200 | ↘305 800 | ↗306 100 | ↗307 081 | ↗324 444 | ↘323 900 | ↗327 423 |
| 2013     | 2014     | 2015     | 2016     | 2017     | 2018     | 2019     | 2020     | 2021     | 2023     | 2024     |
| ↗331 346 | ↗335 760 | ↗339 453 | ↗343 511 | ↗347 088 | ↗349 005 | ↗349 983 | ↗351 784 | ↘334 427 | ↘333 679 | ↘333 159 |
| 2025     |          |          |          |          |          |          |          |          |          |          |
| ↗337 063 |          |          |          |          |          |          |          |          |          |          |

На 1 января 2025 года по численности населения город находился на 55-м месте из 1124 городов Российской Федерации.

## Национальный состав
| № |          | 2010 год          | 2021 год          |
| - | -------- | ----------------- | ----------------- |
| 1 | Русские  | 295 550 (90,95 %) | 217 937 (92,61 %) |
| 2 | Буряты   | 7 371 (2,26 %)    | 6 969 (2,96 %)    |
| 3 | Украинцы | 1 727 (0,53 %)    | 811 (0,34 %)      |
| 4 | Татары   | 2 960 (0,91 %)    | 804 (0,34 %)      |
|   | другие   | 17 334 (5,33 %)   | 8 801 (3,73 %)    |
|   | всего    | 324 942 (100 %)   | 235 322 (100 %)   |

Коренное население Читы — буряты и эвенки. Чита занимает 7 место в мире по наибольшей процентной доле бурятского населения, после Агинского (75,5 %), Закаменска (41,6 %), Улан-Удэ (35,1 %), Гусиноозерска (22,61 %), Кяхты (21,15 %), Северобайкальска (3,45 %),

## Экономика

### Промышленность
Доминирующей промышленностью является энергетика, представителем которой в Чите является компания ТГК-14, в которую входят в том числе Читинская ТЭЦ-1 и Читинская ТЭЦ-2. Имеется также машиностроительный завод, который с 1957 занимался производством и поставкой компрессоров, компрессорных станций и охладительного оборудования. В 2017 году завод перебрался на окраину города.
Также в советскую эпоху был хорошо развит Камвольно-суконный комбинат или КСК. Его строительство началось ещё в 1960 годах прошлого века. Площадь застройки — 25 гектаров. Предприятие производило шерстяную пряжу и ткань, которая поставлялась в 150 городов СССР, а также уходила на экспорт в Италию, Афганистан, Корею, Монголию и Венгрию. Комбинат быстро развивался, так в 1971 году заработало около 605 ткацких станков французского, японского и итальянского производств. В 1976 году КСК начал производить популярные в то время ткани «Школьная», «Лето», «Виола» и «Тверь». На комбинате трудилось около 5 тысяч человек, а чуть позже КСК стал градообразующим предприятием Черновского района Читы. С 1990 года объёмы производства резко снизились и продолжали падать вплоть до 1997 года. В 2001 году камвольно-суконный комбинат ликвидировали.
В Антипихе, пригороде Читы, с 1965 года функционировал силикатный завод который в настоящее время закрыт в связи с банкротством. Также есть керамический завод, завод железобетонных изделий, домостроительный комбинат, мебельная фабрика. В ноябре 2009 года был образован Забайкальский автомобильный завод (на базе 88-го Центрального Автомобильно-ремонтного завода Минобороны), выпускавший до 2018 года микрогрузовики «Гуран-2318» в различных модификациях (термический фургон, самосвал и бортовой грузовик).

### Транспорт
Воздушный
- Международный аэропорт Кадала.

Автомобильный
- Федеральная автомагистраль Р258 «Байкал» Иркутск — Улан-Удэ — Чита.
- Федеральная автомагистраль Р297 «Амур» Чита — Хабаровск.
- Федеральная автомагистраль А350 Чита — Забайкальск — граница с Китаем.

Железнодорожный
Чита — крупный железнодорожный центр на Транссибирской магистрали. В пределах городского округа расположено десять станций и остановочных пунктов (с запада на восток): ст. Черновская (пос. ст. Черновская), о. п. 6176 км (пос. Сибирский), о. п. Железобетонный (пос. Восточный), ст. Кадала (пос. ст. Кадала), о. п. 6191 км, ст. Чита I, ст. Чита II, ст. Антипиха (мкр Антипиха), о. п. 6205 км (рзд 6205 км, мкр ПМС-54), ст. Песчанка.
В Чите расположено Управление Забайкальской железной дороги, осуществляющее контроль перевозок на территории Забайкальского края и Амурской области (общая протяжённость путей — 3400 км).
Городской
Городской транспорт включает троллейбус, автобус и маршрутные такси.
Также в городе существует детская железная дорога.
- Вокзал станции «Чита-2»
- Читинский троллейбус
- Малая Забайкальская детская железная дорога.
- Аэропорт «Кадала»

## Образование и наука
В городе 52 средние школы (среди которых школа с углубленным изучением немецкого языка, школа с углубленным изучением английского языка, многопрофильная языковая гимназия).

### Высшие учебные заведения
- Забайкальский государственный университет (ранее ЧПИ, ЗабГГПУ, ЧитГТУ, ЧитГУ, ЗабГУ)
- Читинская государственная медицинская академия (ЧГМА)
- Читинский институт Байкальского государственного университета (ЧИБГУ)
- Забайкальский институт железнодорожного транспорта (ранее ХабИИЖТ, ЗабИЖТ)
- Забайкальский институт предпринимательства Сибирского университета потребительской кооперации (ЗИПСУПК)
- Забайкальский аграрный институт филиал ФГОУ ВПО «Иркутская государственная сельскохозяйственная академия» (ЗабАИ)

### Техникумы
- Читинский сельскохозяйственный техникум.
- Читинский техникум железнодорожного транспорта (ЧТЖТ).
- Читинский техникум отраслевых технологий и бизнеса.

### Колледжи
- Забайкальский горный колледж имени М. И. Агошкова (ЗабГК им. М. И. Агошкова).
- Забайкальский государственный колледж.
- НОУ «Компьютерный колледж».
- Читинский педагогический колледж.
- Читинский политехнический колледж.(ЧПТК)
- Читинский медицинский колледж.
- Читинский торгово-экономический колледж.(ЧТЭК)

### Училища
- Забайкальское краевое училище искусств.
- Забайкальское краевое училище культуры.
- Читинское Суворовское военное училище МВД России.
- Читинское торгово-кулинарное училище (ЧТКУ)

### Научно-исследовательские институты
- Забайкальский комплексный научно-исследовательский институт (ЗабКНИИ).
- Забайкальский научно-исследовательский институт сельского хозяйства СО РАСХН (ЗабНИИСХоз СО РАСХН).
- Институт природных ресурсов, экологии и криологии СО РАН (ИПРЭК СО РАН).
- Забайкальское отделение РГО.
- Восточный филиал ФГУП «Российский научно-исследовательский институт комплексного использования и охраны водных ресурсов» (ВостокНИИВХ).
- Читинское отделение Всероссийского минералогического общества РАН.

- Читинский филиал Института горного дела им. Н. А. Чинакала Сибирского отделения Российской академии наук (ИГД СО РАН)

### Лицей и гимназии
- Многопрофильный лицей Забайкальского государственного университета (ЗабГУ)
- Забайкальский краевой лицей-интернат (ЗабКЛИ)
- Лицей Забайкальского Института Железнодорожного Транспорта (ЗабИЖТ)
- Многопрофильная языковая гимназия № 4
- Многопрофильная гимназия №21
- Забайкальская краевая гимназия-интернат (ЗабКГИ)

## Культура

### Музеи
- Забайкальский краевой краеведческий музей имени А. К. Кузнецова;
- Церковь декабристов — филиал Забайкальского краевого краеведческого музея им. А. К. Кузнецова;
- Музейно-выставочный центр Забайкальского края;
- Музей боевой славы Сибирского военного округа (Музей ОДОРА);
- Музей Забайкальской железной дороги;
- Геологический музей;
- Художественный музей;
- Музей пограничников;
- Музей радио;
- Военно-исторический музей (на базе Дома офицеров), в котором в 2018 году открыта масштабная художественно-историческая диорама «Штурм Хайларского укрепрайона»[86];
- Музей Г. Р. Граубина (открыт в ноябре 2014 года на базе Забайкальской краевой детской библиотеки)[87];
- Музей психиатрии имени Кандинского — открыт в июне 2019 года в краевой клинической психиатрической больнице[88].

### Театры
- Забайкальский краевой драматический театр;
- Забайкальский государственный театр кукол «Тридевятое царство»;
- Театр национальных культур «Забайкальские узоры»;
- Муниципальный Фольклорный театр «Забайкалье».

### Библиотеки
- система библиотек-филиалов;
- Краевая детская библиотека им. Г. Р. Граубина;
- библиотека имени А. С. Пушкина;
- библиотека имени А. П. Чехова;
- библиотека имени А. П. Гайдара;
- библиотека имени Нарышкины;
- библиотека всероссийского общества слепых.

### Другие учреждения и объекты
- Забайкальская краевая филармония;
- Дворец культуры железнодорожников;
- Окружной Дом Офицеров Российской Армии (ОДОРА);
- кинотеатр «Удокан» (1 зал, в широком формате, на 808 мест, открыт 20 июля 1976 года);
- кинотеатр «Центавр» (2 зала);
- кинотеатр «Бригантина» (2 зала);
- кинотеатр «Спутник»;
- кинотеатр «Россия» (4 зала, на ~350 мест, открыт 1 февраля 2020 года);
- ДК Железнодорожников;
- КДЦ «Мир»;
- Ботанический сад;
- Зоопарк

## Мероприятия
С 2004 года в Чите ежегодно проходит фестиваль современной хореографии «Молодые таланты Забайкалья», в котором принимают участие хореографы Забайкальского края и участники танцевальных коллективов.
С 2011 года в городе ежегодно проходит «Забайкальский международный кинофестиваль».
Со 2 по 7 июля 2014 года Чита стала столицей Международного фестиваля «Студенческая весна стран Шанхайской организации сотрудничества — 2014». Город посетили представители 14 государств — членов ШОС и их партнёры (КНР, Монголия, Узбекистан, Таджикистан, Казахстан, Киргизия, Индия, Шри-Ланка, Афганистан, Турция, Белоруссия, Венесуэла, Иран, Пакистан) и 32 делегации регионов Российской федерации. Общее количество участников составило около 4 тысяч.
Чита также в 2015 году приняла участников всероссийской военно-патриотической игры «Зарница» приуроченной к 70-летию победы в Великой Отечественной войне. Игра «Зарница» опыт проведения которой у города уже имеется, проходила в Чите в рамках фестиваля «Студенческой весны стран Шанхайской организации сотрудничества — 2014». При выборе места проведения «Зарницы — 2015» кандидатура столицы Забайкалья была выбрана единогласно.
В честь города названы: теплоход-сухогруз «Чита» (1973), подводная лодка Б-260 в составе Тихоокеанского флота (2006).

## Средства массовой информации
В рейтинге СМИ 75 крупнейших городов России, Чита заняла 54 место по совокупному еженедельному тиражу общественно-политических печатных СМИ (256 380 экз.) и 59 место по «доступности негосударственных СМИ».

### Цифровое эфирное телевидение
Все 20 каналов для мультиплекса РТРС-1 и РТРС-2; Пакет радиоканал, включает: «Вести FМ», «Радио Маяк», «Радио России / ГТРК Чита».
- Пакет телеканалов РТРС-1 (телевизионный канал 24, частота 498 МГц), включает: «Первый Канал», «Россия 1 / ГТРК Чита», «Матч ТВ», «НТВ», «Пятый Канал», «Россия К», «Россия 24 / ГТРК Чита», «Карусель», «ОТР» / РТК Забайкалье (Ежедневно с 07:00 до 08:00 и с 18:00 до 19:00), «ТВЦ».
- Пакет телеканалов РТРС-2 (телевизионный канал 34, частота 578 МГц), включает: «РЕН ТВ», «СПАС», «СТС», «Домашний», «ТВ-3», «Пятница!», «Звезда», «Мир», «ТНТ», «МУЗ-ТВ».

#### Местные кабельные телеканалы
- Обязательный общедоступный региональный телеканал («21-я кнопка»): «РТК Забайкалье».

Аналоговое вещание в Чите было отключено 14 октября 2019 года.

## Спортивные сооружения
- Стадион «Локомотив» — вместимость 12500 человек. Стал главной ареной фестиваля «Студенческая весна стран Шанхайской организации сотрудничества— 2014», на котором прошла церемония открытия[90].
- Стадион СибВО — вместимость 16000 человек.
- Стадион «Юность» — вместимость 4500 человек.
- Спортивно-зрелищный комплекс «Ледовый Дворец» — вместимость 600 человек.
- Ледовый спортивный комплекс «Чароит» — вместимость 270 человек.
- Спортивный комплекс «Мегаполис-Спорт»
- Горнолыжный комплекс «Гора Светлая»
- Бассейн «Нептун»
- Бассейн «Дельфин»
- Ипподром имени Хасоена Хакимова
- Спортивный комплекс «Забайкалец-Энергия»
- Горнолыжный комплекс «Высокогорье»
- Горнолыжная трасса (курорт «Молоковка»; трасса не действует с 2013 г.)
- Фитнес клуб «ЕВРОСПОРТ»
- Спортивно-оздоровительный комплекс «Высокогорье»
- Муниципальная Спортивная База «Берёзка»
- Спортивно-оздоровительный комплекс «Багульник»

## Археология
В долине реки Ингоды у Сухотинских скал на Титовской сопке в Ингодинском районе находится поселение культуры мустье Сухотино-1 (средний палеолит) и поселения эпохи верхнего палеолита Сухотино-2, 3, 4. На основе стоянки позднего верхнего палеолита Сухотино-4 с развитой техникой микронуклеуса была выделена сухотинская культура, на памятниках которой использовалась бифасиальная техника в сочетании с развитой микропластинчатой техникой и с широким представительством орудий из отщепов, реже − из пластин. На поселении Сухотино-4 найдено гравированное ребро сайги с изображением жилищ-чумов и скульптурное изображение мамонта из камня. Также, в черте города располагается ряд памятников с наскальным искусством, в том числе: Титовская Сопка, Сохатиный Камень и Смоленские Скалы.

## Города-побратимы
- Улан-Удэ, Россия (с 2011 года)[97].
- Маньчжурия, КНР (с 1999 года)[98].
- Хулунбуир, КНР (с 2002 года).
- Чойбалсан, Монголия (с 1993 года).
- Хайлар, КНР (с 1992 года).

## Галерея
- Достопримечательности Читы
- Вид города
- Чита с сопки 1045 м
- Панорама
- Здание главпочтамта
- Памятник Муравьёву-Амурскому
- Читинский дацан
- Доходный дом Трухина-Смолянского
- «Дворец Шумовых» (здание ФСБ)
- Инженерный центр РЖД
- Дом офицеров
- Площадь Ленина
- Парк Победы